# Johannes Wöstemeyer
Johannes Wöstemeyer (* 1951 in Essen) ist ein deutscher Mikrobiologe und seit 1993 Professor für Allgemeine Mikrobiologie und Mikrobengenetik an der Friedrich-Schiller-Universität Jena.

## Werdegang
Wöstemeyer studierte in Gießen und Bochum Chemie und Biologie. Während der Diplomarbeit und Promotion in Bochum arbeitete er zur Biochemie und Molekularen Genetik des Sporulationsprozesses bei Bacillus subtilis und Bacillus megaterium. Danach befasste er sich in fünf PostDoc-Jahren in Köln (in der Gruppe von Peter Starlinger) und Hamburg mit der Genetik transponierbarer Elemente in Mais und mit synthetischen Peptidhormon-Genen.
1977 wurde Wöstemeyer in Bochum bei Peter Fortnagel (Lehrstuhl Biochemie der Mikroorganismen) zum Dr. rer. nat. promoviert, mit einer Arbeit mit dem Titel Immunpräzipitation von Polysomen über naszierende Proteine: ein Verfahren zur selektiven Isolation aktiver Ribosomen und zur Gewinnung von Glucosedhydrogenase-spezifischer messenger RNA aus sporulierenden Zellen von Bacillus megaterium.
Seit 1982 arbeitet er an der Genetik und Molekularbiologie verschiedener mikroskopischer Pilze. Sein Hauptinteresse gilt neben der Beschäftigung mit pflanzenpathogenen Pilzen immer der sexuellen Differenzierung und der Wirkung der Sexualhormone bei Zygomyceten. Dazu kamen grundlegende Arbeiten zu dem medizinisch wichtigen Hautpilz Arthroderma/Trichophyton benhamiae und Arbeiten zur Entstehung neuer Symbiosen zwischen dem Protozoon Tetrahymena pyriformis und Futterbakterien. Wöstemeyer wurde an der Technischen Universität Berlin habilitiert und hat danach mehrere Jahre an einem Forschungsinstitut gearbeitet. Seit 1993 ist er Professor für Allgemeine Mikrobiologie und Mikrobengenetik an der FSU Jena, Fakultät für Biologie und Pharmazie.

## Monografien
- Mikrobiologie, utb, 2009. ISBN 978-3-8252-3284-9
- mit L. Siegmund: Prüfungen erfolgreich bestehen im Fach Mikrobiologe, utb, 2017. ISBN 978-3-8252-4680-8
- mit C. Schimek und L. Siegmund: Grundpraktikum Mikrobiologie, utb, 2018. ISBN 978-3-8252-5021-8

## Publikationen, Auswahl aus wissenschaftlichen Zeitschriften
- mit U. Behrens, A. Merkelbach, M. Müller und P. Starlinger: Translation of Zea mays Endosperm Sucrose-Synthase mRNA in vitro. European Journal of Biochemistry 114.1 (1981), 39-44.
- mit C. Schäfer: Random primer dependent PCR differentiates aggressive from non-gressive isolates of the oilseed rape pathogen Phoma lingam (Leptosphaeria maculans). In Journal of Phytopathology 136 (1992), 124–136.
- mit M. Kellner, A. Burmester, A. Wöstemeyer: Transfer of genetic information from the mycoparasite Parasitella parasitica to its host Absidia glauca. In Current Genetics 23 (1993), 334–337.
- mit K. Voigt. Phylogeny and origin of 82 zygomycetes from all 54 genera of the Mucorales and Mortierellales based on combined analysis of actin and translation elongation factor EF-1α genes. In Gene 270 (2001), 113–120.
- mit M. Erhard M, U.-C. Hipler, A. Burmester, A. Brakhage: Identification of dermatophyte species causing onychomycosis and tinea pedis by MALDI-TOF mass spectrometry. In Experimental Dermatology 17 (2008), 356–361.
- mit A. Burmester, E. Shelest, G. Glöckner, C. Heddergott, S. Schindler, P. Staib und anderen: Comparative and functional genomics provide insights into the pathogenicity of dermatophytic fungi. In Genome Biology 12.1 (2011), R7.
- mit L. Siegmund, M. Schweikert und M. S. Fischer. Bacterial surface traits influence digestion by Tetrahymena pyriformis and alter opportunity to escape from food vacuoles. In Journal of Eukaryotic Microbiology 65 (2018), 600-611.
- mit A. Wöstemeyer, A. Burmester, S. Ellenberger, L. Siegmund: Parasexual transfer of repetitive DNA between the zygomycete Absidia glauca and its fusion parasite Parasitella parasitica modifies genetic architecture of the recepient. In Endocytobiosis and Cell Research 31 (2022), 23–28.